# Jean-Dominique Bauby
Jean-Dominique Bauby (fr: ʒɑ̃ dɔminik bobi, ur. 23 kwietnia 1952, zm. 9 marca 1997 w Garches) – francuski dziennikarz, redaktor Elle (1991–1995).
W 1995 roku doznał udaru mózgu, czego skutkiem był całkowity paraliż ciała. Znalazł się w tzw. syndromie zamknięcia. Mógł jedynie niewiele poruszać głową, chrząkać i mrugać lewym okiem (prawe zostało mu zaszyte z powodu wysokiego prawdopodobieństwa zapalenia spojówki). Pozostając w tym stanie, napisał książkę Skafander i motyl (fr. Le scaphandre et le papillon). Pomagająca mu kobieta, wysłana z wydawnictwa, z którym podpisał kontrakt (jeszcze przed chorobą), recytowała specjalnie ułożony alfabet (litery są w nim w kolejności najczęściej używanych w słowach do tych najrzadziej używanych), a on mrugał okiem, kiedy wypowiedziała żądaną literę, po czym rozpoczynała alfabet od nowa. W ten sposób, litera po literze, stworzył całą książkę; zmarł 10 dni po jej publikacji. Według filmu zrealizowanego na podstawie książki do ostatniej chwili towarzyszyła mu „matka jego dzieci”, nie zważając na fakt, iż kochał on inną kobietę, co w rzeczywistości jest nieprawdą – towarzyszyła mu właśnie ta inna kobieta, a film przedstawia nieprawdziwą wersję ze względu na wpływ matki dzieci Bauby'ego na produkcję filmu.
Książkę sprzedano we Francji w nakładzie około 400 tysięcy egzemplarzy, została przełożona na ponad 23 języki. W Polsce wydało ją w 1997 roku wydawnictwo słowo/obraz terytoria. Na jej podstawie powstał film w reżyserii Juliana Schnabela pod tytułem Motyl i skafander.